# Alberto Gasser Vargas
Alberto Gasser Vargas (* 1953 in Cochabamba) ist ein ehemaliger bolivianischer Politiker.

## Leben
Alberto Gasser Vargas schloss an der Universidad Autónoma Gabriel René Moreno ein Studium der Rechtswissenschaft ab und übte den Beruf des Rechtsanwalts aus.
1976 war er Geschäftsführer des Centro de estudiantes de derecho.
1977 war er Geschäftsführer der Federación Universitaria Local, (FUL).
Als Comedy-Show-Manager leitete er zwei der erfolgreichsten Fernsehsendungen Boliviens: Von 1983 bis 1990 „Tra la la“ und von 1990 bis 1996 die „Champagne Show“.
Ab 1990 war er Eventmanager für das Movimiento Nacionalista Revolucionario (MNR) unter der Führung von Gonzalo Sánchez de Lozada.
Von 1992 bis 1997 war er Stabschef des MNR in Cochabamba.
1993 wurde er ins Parlament gewählt, das er 1995 verließ, um bis 1997 als Präfekt beschäftigt zu werden.